# Кукова (Бакеу)
Кукова (рум. Cucova) — село у повіті Бакеу в Румунії. Входить до складу комуни Валя-Сяке.
Село розташоване на відстані 215 км на північ від Бухареста, 36 км на південь від Бакеу, 108 км на південний захід від Ясс, 119 км на північний захід від Галаца, 129 км на північний схід від Брашова.

## Населення
За даними перепису населення 2002 року у селі проживали 783 особи.
Національний склад населення села:
| Національність | Кількість осіб | Відсоток |
| -------------- | -------------- | -------- |
| румуни         | 690            | 88,1%    |
| цигани         | 91             | 11,6%    |

Рідною мовою назвали:
| Мова      | Кількість осіб | Відсоток |
| --------- | -------------- | -------- |
| румунську | 691            | 88,3%    |
| циганську | 90             | 11,5%    |